# Tadorna tadornoides
Tadorna tadornoides là một loài chim trong họ Vịt.
Con trống chủ yếu có màu sẫm, với ngực màu hạt dẻ. Chúng có vành cổ áo cổ màu trắng và đầu màu xanh đậm. Chim mái cũng tương tự, nhưng chúng có màu trắng quanh mắt và có kích thước nhỏ. Cả con trống và con mái đều cho thấy cánh trắng khi bay.
Đây là loài bản địa miền Nam Australia và Tasmania. Vào mùa đông, nhiều loài chim di chuyển xa hơn về phía bắc so với phạm vi cư trú sinh sản. Như với vịt hoang trong chi Tadorna khác, loài này có địa điểm thay lông yêu thích, chẳng hạn như Hồ George, New South Wales, nơi tập trung khá lớn xảy ra. Môi trường sống chính của loài vị Úc này là hồ trong nước khá mở. Nó làm tổ trong lỗ cây, lỗ trong bờ sông hoặc nơi tương tự.